# Ananteris cachimboensis
Espèce
Ananteris cachimboensis est une espèce de scorpions de la famille des Ananteridae.

## Distribution
Cette espèce est endémique du Pará au Brésil. Elle se rencontre dans la Serra do Cachimbo vers le rio Cristalino.

## Description
Le mâle holotype mesure 24,4 mm.

## Systématique et taxinomie
Cette espèce a été décrite par Lourenço, Motta et da Silva en 2006.

## Étymologie
Son nom d'espèce, composé de cachimbo et du suffixe latin -ensis, « qui vit dans, qui habite », lui a été donné en référence au lieu de sa découverte, la Serra do Cachimbo.

## Publication originale
- Lourenço, Motta & da Silva, 2006 : « Further considerations on the genus Ananteris Thorell (Scorpiones, Buthidae) in Brazilian Amazonia, and description of a new species. » Boletín de la Sociedad Entomológica Aragonesa, vol. , no 38, p. 109-112 (texte intégral).